# Truppenfallschirm T-11

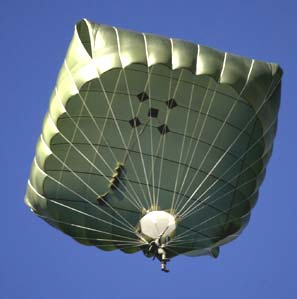
Springer mit Hauptfallschirm T-11 (2009)

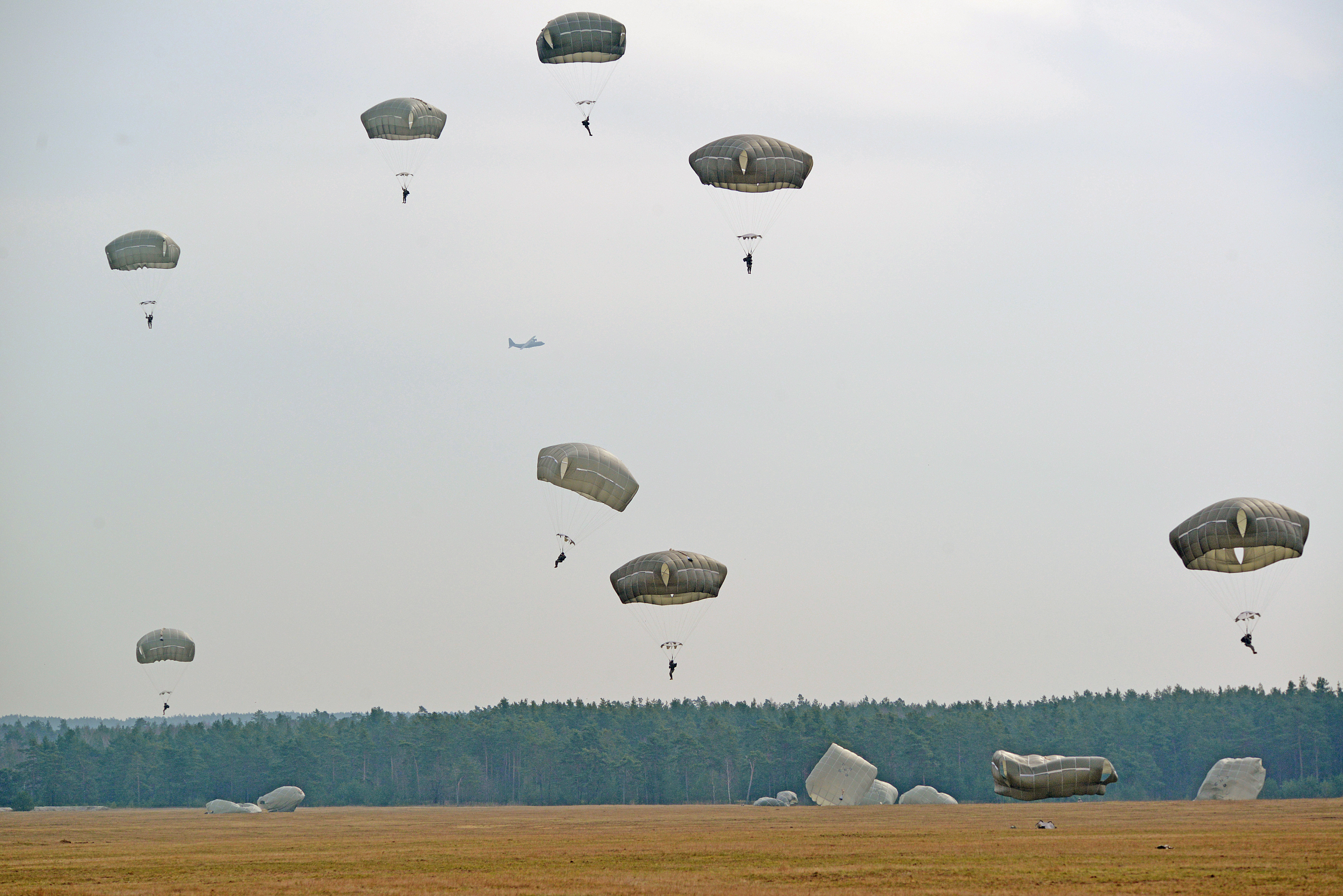
Absetzung mit dem T11 auf dem Truppenübungsplatz Grafenwöhr

Unter dem Programmnamen Advanced Troop Parachute System (ATPS) (deutsch: Fortgeschrittenes Truppenfallschirmsystem) beschaffen die amerikanischen Streitkräfte derzeit den automatischen Truppenfallschirm T-11 mit neuem Haupt- und Reserveschirm sowie Gurtzeug als Nachfolger des veralteten Truppenfallschirm T-10. Der Hauptfallschirm mit der rechteckigen Grundfläche und weit heruntergezogenen Seiten wird alle 52.000 T-10 der U.S. Army und anderer Staaten ersetzen. Des Weiteren ersetzt der neue Reservefallschirm T-11R die alten T-10R- und MIRPS-Reservefallschirme und wird jetzt streitkräfteweit für die Fallschirme MC-6 und MC-7 verwendet.

## Anforderungen
Die Fallschirmjäger der Vereinigten Staaten nutzten fast 60 Jahre lang einen nahezu unveränderten Truppenfallschirmreihe – den T-10. Als direkter Nachfolger der Fallschirme des Zweiten Weltkrieges wurde er ständig mit Blick auf seine Funktionssicherheit an der Hauptkappe, dem Gurtzeug und dem Reserveschirm bis zur Version T-10D verbessert, ohne die Sinkeigenschaften und Belastungsgrenzen den neuen Anforderungen anpassen zu können. Denn während sich die Fallschirmausrüstung kaum veränderte, wurden die Fallschirmjäger und insbesondere deren mitzuführende Ausrüstung immer schwerer.
Bei den Invasionen in Grenada (Operation „Urgent Fury“) und Panama (Operation „Just Cause“) sprangen amerikanische Fallschirmjäger und Ranger mit einem durchschnittlichen Gesamtgewicht von weit über 136 kg und teilweise sogar über 180 kg mit dem T-10-Fallschirm ab, der für ein maximales Absprunggewicht von nur 136 kg entwickelt worden ist. Diese Überbelastung des T-10 führte nicht nur bei diesen Gefechtssprüngen, sondern auch bei Übungssprüngen zu einem starken Anstieg der Sprungunfälle (bis zu 10 pro 1000 Sprünge), wegen der zu großen Sinkgeschwindigkeit.
Bereits in den 80er Jahren war der U.S. Army die zunehmenden Nachteile ihres Sprungfallschirms bewusst und suchte nach einem Nachfolgemuster. Unter Beteiligung der Bundeswehr entwickelte und testete man intensiv den 3-Kappenfallschirm T-3F, dessen Einführung aufgrund tödlicher Unfälle in einem sehr späten Beschaffungsstadium abgebrochen wurde. Erst in den späten 90ern nahm das US-Militär die Suche nach einem Ersatz für den T-10 und den Reserveschirm T-10R bzw. MIRPS (Modified Improved Reserve Parachute System, deutsch: modifiziertes, verbessertes Reservefallschirmsystem) wieder auf.
Unter dem Programmnamen Advanced Troop Parachute System (ATPS) suchte man ab 1997 nach einem neuen Hauptfallschirm, Reservefallschirm und Gurtzeug mit den folgenden Haupteigenschaften:
- Maximales Sprunggewicht von 151 kg ohne Gurtzeug und Fallschirm
- Sinkgeschwindigkeit zwischen 4,8 und 5,4 m/s bei maximalem Sprunggewicht
- Minimale Absprunghöhe im Gefecht von 152 m
- Maximale Absetzgeschwindigkeit von 278 km/h
- Einsatzfähig bis 2290 m über NN und bei maximal 24 km/h Bodenwind
- Öffnungsbelastung von max. 10 g und 15 g für Hauptschirm bzw. Reserveschirm auf den Springer
- Reserveschirm mit maximaler Sinkgeschwindigkeit von 8,2 m/s
- bei einer Systemzuverlässigkeit von 99,93 %

Die angestrebte Sinkgeschwindigkeit von maximal 5,4 m/s lag deutlich unter der des T-10D, wodurch sich die Landebelastung des Springers um 40 % verringern würde. Gleichzeitig sollte der Soldat trotzdem schnell den Boden erreichen, um einer feindlichen Waffenwirkung und vor allem dem Wind nur kurz ausgesetzt zu sein.  Eine Dreh- oder Steuerbarkeit des Schirmes wurde nicht gefordert, weil das ATPS für den Massenabsprung aus niedrigen Höhen vorgesehen war.

## Entwicklung und Erprobung

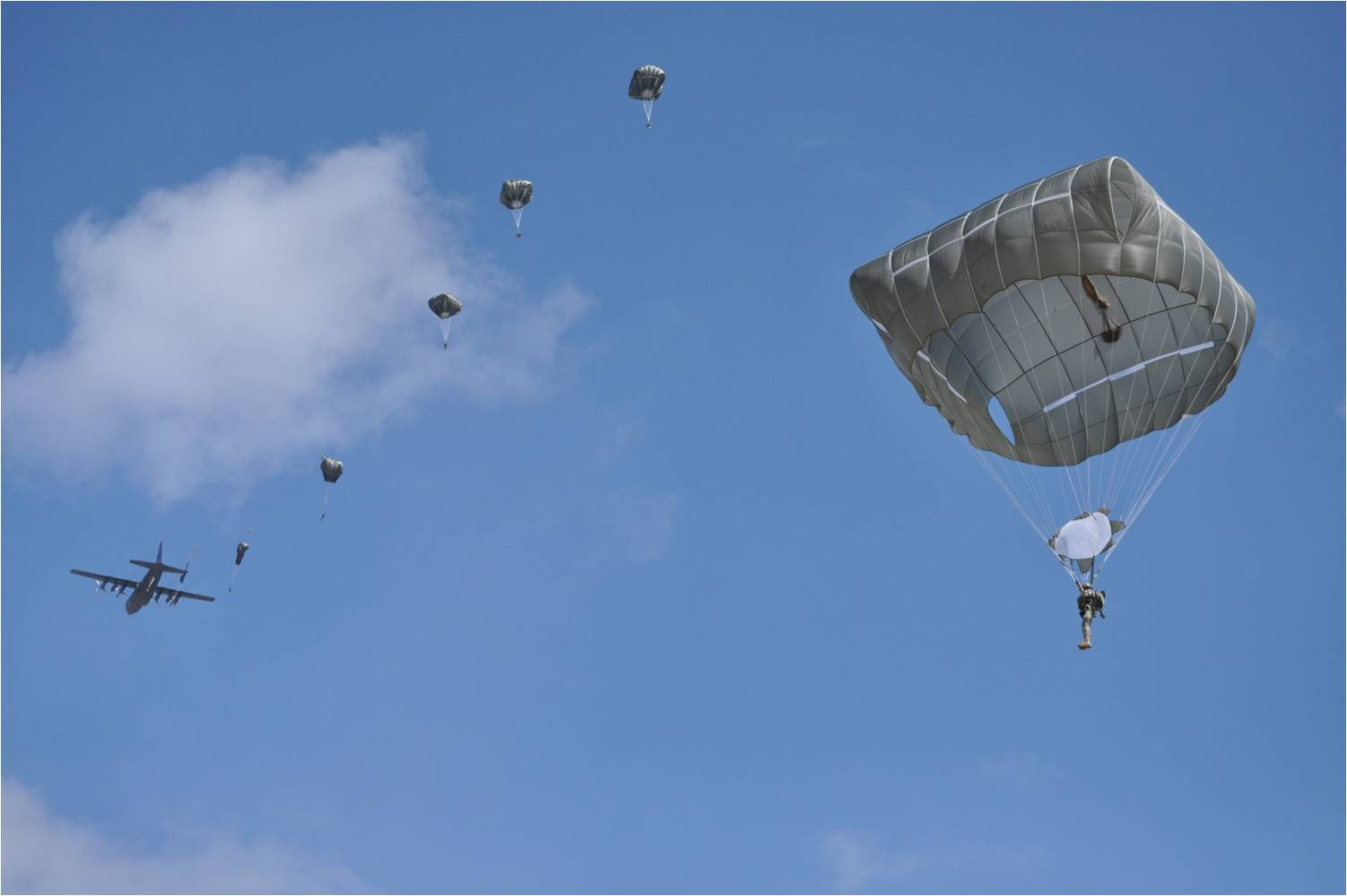
Fallschirmjäger werden mit T-11 abgesetzt

Im Rahmen einer Marktstudie wurden alle verfügbaren in- und ausländischen Truppenfallschirme dahin überprüft, ob sie für das ATPS in Betracht kommen und den technischen Anforderungen entsprechen. Damit sollten aufwendige Neuentwicklungen verhindert und die Einführung in die Truppe beschleunigt werden. In der Studie wurden fünf vielversprechende Bewerber identifiziert, mit der weiteren Entwicklung beauftragt und in einer ersten Testphase auf dem Yuma Proving Ground 2004 mit dem Abwurf von sensorbestückten Puppen erprobt. Nach Auswertung der erhaltenen Daten und der Pack- und Reparaturvorgänge wurden zwei Fallschirmmodelle für weitere Erprobungen ausgewählt und als XT-11 und XT-12 bezeichnet. Der XT-11 des Firmenkonsortiums Airborne Systems bestand aus einer von Para-Flite entwickelten quadratischen Hauptkappe, einem Reservefallschirm von Irvin-GQ, der auf dem aktuellen Reserveschirm der britischen Streitkräfte basierte, und einem Gurtzeug von Aircraft Materials Limited und wurde firmenintern als MTR-1 bezeichnet. Das als XT-12 bezeichnete Konkurrenzmodell war seit 1993 von Irving Aerospace als 8mLLP (8 meter Low Level Parachute) entwickelt und bei den britischen Streitkräften eingeführt worden.
Die für Ende 2004 geplanten Testsprünge von Soldaten in Fort Bragg, NC wurden abgesagt, weil bei den signifikant größeren Hauptkappen die Gefahr von Kollisionen in der Luft beim gleichzeitigen Absetzen aus beiden Türen von Absetzflugzeugen gesehen wurde. Nachdem diese Vermutung durch weitere Puppenabwürfe widerlegt werden konnte, sprangen die ersten Soldaten mit den Schirmen.
In der Folge wurde der XT-11 von Airborne Systems als Sieger im ATPS-Programm ausgewählt und weiter auf die Einsatzfähigkeit getestet. Während dieser tausende Sprünge umfassenden Erprobung kam es zu einem tödlichen Unfall, in dessen Folge der Sprungbetrieb für die Zeit der Untersuchung eingestellt wurde. Von der Beschränkung des Sprungbetriebs waren auch die neu eingeführten Truppenfallschirme MC-7 und MC-6 betroffen, die beide den baugleichen Reserveschirm bzw. Reserveschirm und Gurtzeug nutzen. Die Untersuchung deckte Probleme beim Packen der Hauptkappe auf, ohne an der generellen Sicherheit des Fallschirmsystems zu zweifeln.
Aufgrund der Untersuchungen verzögerte sich die Serienproduktion und Einführung des jetzt als T-11 bezeichneten neuen Truppenfallschirms. Ursprünglich sollten 2005 die ersten Einheiten auf den T-11 umgerüstet werden, aber erst 2008 war beim ersten Nutzer, dem 75. Ranger Regiment, die Umrüstung abgeschlossen. In den folgenden Jahren folgten weitere Verbände und bis 2016 sollten alle circa 52.000 T-10-Fallschirme durch den T-11 ersetzt werden. Die Vereinigten Staaten haben neben Airborne Systems auch BAE Systems und Aerostar International Inc. mit der Produktion der Fallschirme für insgesamt 220 Millionen Dollar beauftragt. Einen weiteren Rückschlag erhielt das Programm durch einen neuen tödlichen Unfall im Jahr 2011. Die Untersuchung legte wiederum systematische Unzulänglichkeiten beim Packvorgang, Qualitätskontrolle und Inspektion offen. Anfang 2012 wurde der Sprung- und Ausbildungsbetrieb mit dem T-11 wieder aufgenommen. Im Jahr 2011 wurden auch größere Sicherheitsbeschränkungen beim Absetzen mit dem T-11 in Kraft gesetzt. Danach sind bis zum Ende weiterer Untersuchungen nur noch elektronisch unterstützte Absetzverfahren erlaubt. Grund dafür ist die größere Windanfälligkeit der nicht dreh- oder steuerbaren T-11-Hauptkappen aufgrund ihrer Würfelform.

## Hauptschirm T-11

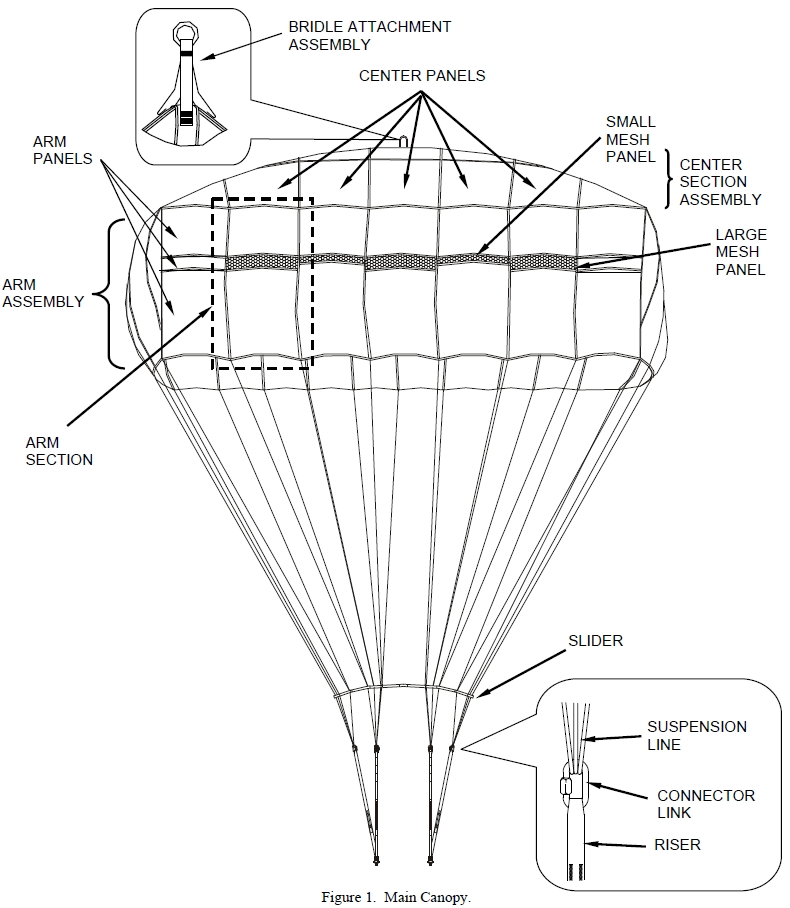
Schema des Hauptfallschirms T-11

Der T-11 ist ein nicht steuerbarer Truppenfallschirm mit automatischer Öffnung durch eine Aufziehleine und der Ersatz für den T-10 für Gefechtssprünge aus niedriger Höhe. Der größte offensichtliche Unterschied des neuen T-11 gegenüber seinem Vorgänger und anderen Truppenfallschirmen ist seine große quaderähnliche Konstruktion. Seine Grundfläche ist kreuzförmig und ähnelt durch die flache Oberseite und den an den Ecken zusammengenähten Seitenflächen einem Quader. Der Vorteil dieses Designs ist ein sehr stabiles Sinken bei geringen Pendelbewegungen des Springers. Stabilitätsfördernd ist, dass die Luft nicht über eine Öffnung im Scheitelpunkt der Kappe, sondern über die Schlitze an den Ecken und jeweils fünf luftdurchlässige Abschnitte an den Seiten entweicht.
Die Hauptkappe ist aus Rip-Stop-Nylon-Gewebe mit geringer Luftdurchlässigkeit gefertigt und hat verglichen mit dem T-10 eine um 28 % größere Oberfläche bei einem 14 % größeren Durchmesser. Dieses zusätzliche Material führt auch zum Gewichtsanstieg der gesamten Sprungausrüstung auf 24 kg. Dafür können die Soldaten mit einem maximalen Gesamtgewicht von 181 kg aus einem maximal 278 km/h schnell fliegenden Flugzeug springen und nach einer Höchstbelastung bei der Fallschirmöffnung von 7 g mit weniger Pendeln und in Meereshöhe maximal 5,64 m/s schnell zu Boden sinken.
Eine Neuheit bei amerikanischen Automatikschirmen ist die Nutzung eines Verzögerungssacks. Die Aufziehleine zieht zwar weiterhin einen Verpackungssack aus der Packhülle am Gurtzeug, wodurch sich erst die Fangleinen strecken und sich der Fallschirm dann vom Verpackungssack löst, aber dann öffnet sich beim T-11 nicht die Hauptkappe, sondern erst ein Öffnungsschirm. Der 1,22 m große Öffnungsschirm ist außen an dem Verzögerungssack befestigt und zieht diesen von der Hauptkappe, die sich damit langsamer und mit einem geringeren Öffnungsstoß entfaltet. Verzögerungssack und Öffnungsschirm bleiben durch eine Leine mit der Hauptkappe verbunden. Diese ist nicht mehr olivfarben, sondern hat eine graue Färbung bekommen und zeichnet so weniger stark gegen den Himmel ab.
Die mit Teflon überzogenen Fangleinen sind mit 6,5 m Länge vergleichbar kurz und in vier Gruppen zu je sieben Fangleinen angeordnet. Wie bei modernen Flächenfallschirmen besitzt auch der T-11 einen Slider aus luftdurchlässigem Gewebe. Durch seine Ecken laufen die vier Fangleinengruppen vom Basisrand des Fallschirms bis zum Gurtzeug. Beim Packvorgang wird der Slider nahe am Basisrand gebracht, damit er zu Beginn des Öffnungsvorgangs die Luftangriffsfläche der Fallschirmöffnung begrenzt. Während sich die Kappe langsam mit Luft füllt rutscht der Slider (daher sein Name) nach unten und der Fallschirm entfaltet sich vollständig. Dadurch wird der Öffnungsstoß gegenüber dem T-10 reduziert, obwohl die Kappenfläche deutlich größer ist und die Fangleinen während des Öffnungsvorganges geführt, wodurch die Gefahr von übergeworfenen Fangleinen oder Fangleinenverdrehungen verringert wird. Der Gebrauch des Verzögerungssacks und des Sliders verlängern die Zeit bis zur vollständigen Entfaltung des Fallschirms um zwei Sekunden, was circa sechs Sekunden beim Absetzen aus einem Flugzeug und circa acht Sekunden bei einem Hubschrauber entspricht.
Die Packhülle für den Hauptschirm ist aus widerstandsfähigem Cordura gefertigt und bedingt durch die größere Fallschirmkappe deutlich voluminöser. Die große Fallschirmkappe mit den senkrechten Seiten kann wegen der größeren Windanfälligkeit leichter abgetrieben werden und erhöht die Gefahr, dass der Springer nach der Landung mitgeschleift wird. Um letztgenanntes zu verhindern, wird bei stärkerem Wind die Fallschirmkappe nach der Landung vom Springer über die Kappentrennschlösser von den beiden Hauptgurten getrennt.

## Reserveschirm T-11R

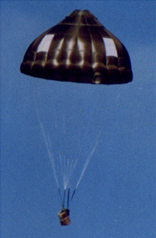
Reservefallschirm T-11R

Als Ersatz für das Modified Improved Reserve Parachute System (MIRPS) wurde im Rahmen des ATPS-Programms der T-11R als neuer Reserveschirm für die Fallschirmsysteme T-11, MC-6 und MC-7 eingeführt. Der T-11R entspricht dem Low Level Reserve Parachute (LLRP) der britischen Streitkräfte und wurde von Irvin-GQ entwickelt. Sein multikonisches Design ist am Scheitelpunkt spitz zulaufend und soll bewirken, dass sich der Schirm bei allen Verhältnissen schnell und sicher öffnet. Dazu wurde der Schirm so leicht wie möglich gefertigt, damit er sich auch bei kleineren Beschädigungen des Hauptschirms entfaltet. Die konische Form hilft zu verhindern, dass der Reserveschirm in die Hauptkappe oder deren Fangleinen gerät und vermeidet auch einen Fangleinenüberwurf zuverlässiger als der Vorgänger. Die Scheitelöffnung der Fallschirmkappe ist zum Anfang des Entfaltungsvorgangs mit einem Band geschlossen, um möglichst viel Luft zur Öffnung im Fallschirm zu behalten. Kurz bevor der Fallschirm voll entfaltet ist reißt das Band und gibt die Scheitelöffnung frei, woraufhin die dadurch ausströmende Luft den Entfaltungsstoß mindert. Am Anfang des Öffnungsvorgangs füllen sich außerdem vier außen an der oberen Fallschirmhülle angenähte Taschen mit Luft. Damit entfaltet sich dieser Teil des Fallschirms sofort zum vollen Durchmesser und passt damit nicht mehr durch die Fangleinen des möglicherweise voll oder teilweise entfalteten Hauptschirms.
Eine Reihe von Zusatzleinen unterstützt die schnelle Entfaltung des Reserveschirms auch bei niedrigen Sinkgeschwindigkeiten. Dazu verbinden die Zusatzleinen die Fangleinen mit der Fallschirmkappe kurz über dem Kappenrand, wodurch eine Lufttasche entlang des Fallschirmrands entsteht und eine schnellere Entfaltung auf den vollem Durchmesser gefördert wird. Bei geringen Sinkgeschwindigkeiten bleiben die Zusatzleinen intakt, während sie von einem starken Öffnungsstoß aufgrund eines schnellen Sinkens zerreißen. Trotzdem kann es bei einem voll entfalteten Hauptschirm und sehr geringer Sinkgeschwindigkeit dazu kommen, dass sich ein aktivierter Reserveschirm nicht öffnet.
Der Springer öffnet den Reserveschirm, indem er am roten zentral angebrachten Griff zieht. Dadurch wird ein federgespannter 1,8 m breiter Hilfsschirm freigegeben, der den Reserveschirm entfaltet, ohne dass der Springer weiter tätig werden muss. Bei maximalem Sprunggewicht und Geschwindigkeit öffnet sich der Schirm in 0,7 s und sinkt danach mit 7,9 m/s zu Boden. Mit diesen Eigenschaften ist der T-11R dem T-10R oder MIRPS in allen Belangen überlegen.

## Gurtzeug
Das im Rahmen des ATPS-Programms entwickelte Gurtzeug wird bei den amerikanischen Streitkräften für die Sprungfallschirme T-11 und MC-6 verwendet. Bei der aus Nylon gefertigten Konstruktion wurde auf Sicherheit, Tragekomfort und Anpassbarkeit Wert gelegt. So kann das Gurtzeug an insgesamt neun Punkten an den Springer angepasst werden. Polsterungen an den Schulter- und Beingurten sorgen für etwas mehr Komfort beim Tragen der schweren enganliegenden Fallschirme. Zwei D-Ringe können für alle Typen eingeführter Sprunggepäck- und Waffenbehälter und zwei weitere dreieckige Ringe können für die Ablassleine genutzt werden. Die D-Ringe für den Reserveschirm liegen weit oben unterhalb der Kappentrennschlösser an den Schultern, um die Belastung bei einer Reserveschirmöffnung, anders als beim Vorgänger, wirbelsäulenschonend entlang der Körperlängsachse zu verteilen. Zwei Hakenverschlüsse an den Beingurten und ein Brustgurt halten den Springer sicher im Gurtzeug. Die Anordnung der Gurte ist so gewählt, dass die Springer damit erstmals mit angelegter taktischer Weste, Schutzweste oder Plattenträger springen können.

## Nutzung
Bis zum Jahr 2016 sollen die T-11 alle circa 52.000 T-10 in der U.S. Army ersetzen.
 Inzwischen hat sich auch das finnische und australische Militär für die Beschaffung des T-11 entschieden. Gleichzeitig ersetzt der MC-6, mit dem gleichen Gurtzeug wie beim T-11 und dem Reserveschirm T-11R alle Fallschirme der MC1-1-Serie bei der australischen und amerikanischen Armee. In den USA ist die Beschaffung des MC-6 nach circa 19.000 Fallschirmen inzwischen abgeschlossen worden. Des Weiteren nutzt das U.S. Marine Corps den Reserveschirm T-11R bei ihrem neu eingeführten MC-7-Fallschirm. Nachdem die US-Streitkräfte als Hauptnutzer der T-10- und MC1-1-Fallschirme einen Nachfolger einführt, werden sich wohl auch die vielen anderen Nutzer weltweit nach Alternativen umschauen und diese Relikte aus den 50er Jahren nach und nach ausmustern.
Bereits nach wenigen tausend Sprüngen mit dem T-11 zeigte sich, unabhängig von der Zählweise von Sprungverletzungen, eine mehr als halbierte Verletzungsquote gegenüber dem T-10. Im Jahr 2010 sprangen Soldaten in neun Monaten 42.304 Mal mit einem T-10 und verletzten sich dabei 116 Mal, was einer Verletzungsquote von 2,742/1000 Sprüngen entspricht. Im gleichen Zeitraum wurde 9667 Mal mit dem T-11 gesprungen, wobei sich nur elf Soldaten verletzten und eine Verletzungsquote von 1,137/1000 Sprüngen ergibt.

## Technische Daten
| Kenngröße                                  | T-11                  | T-11R                 |
| ------------------------------------------ | --------------------- | --------------------- |
| Form                                       | Modifiziertes Kreuz   | Multi-Konisch         |
| Fallschirmmaterial                         | Nylon Type IV, FG 504 | Nylon Type IV, FG 504 |
| nominaler Durchmesser                      | 8,71 m                | 8,84 m                |
| max. Sprunggewicht                         | 181 kg                | 173 kg                |
| max. Öffnungsgeschwindigkeit               | 278 km/h              | 278 km/h              |
| Sinkgeschwindigkeit mit Max. Sprunggewicht | 5,6 m/s               | 7,9 m/s               |
| max. Pendelwinkel                          | 5°                    | 9°                    |
| max. Öffnungsbelastung                     | 7 g                   | 11 g                  |
| Fangleinen                                 | 28                    | 20                    |
| Fangleinenlänge                            | 6,5 m                 | 6,2 m                 |
| Packzyklus                                 | 120 Tage              | 365 Tage              |